# Tsovagyugh
Tsovagyugh (in armeno Ծովագյուղ?) è un comune dell'Armenia di 4 208 abitanti (2009) della provincia di Gegharkunik.

## Galleria d'immagini

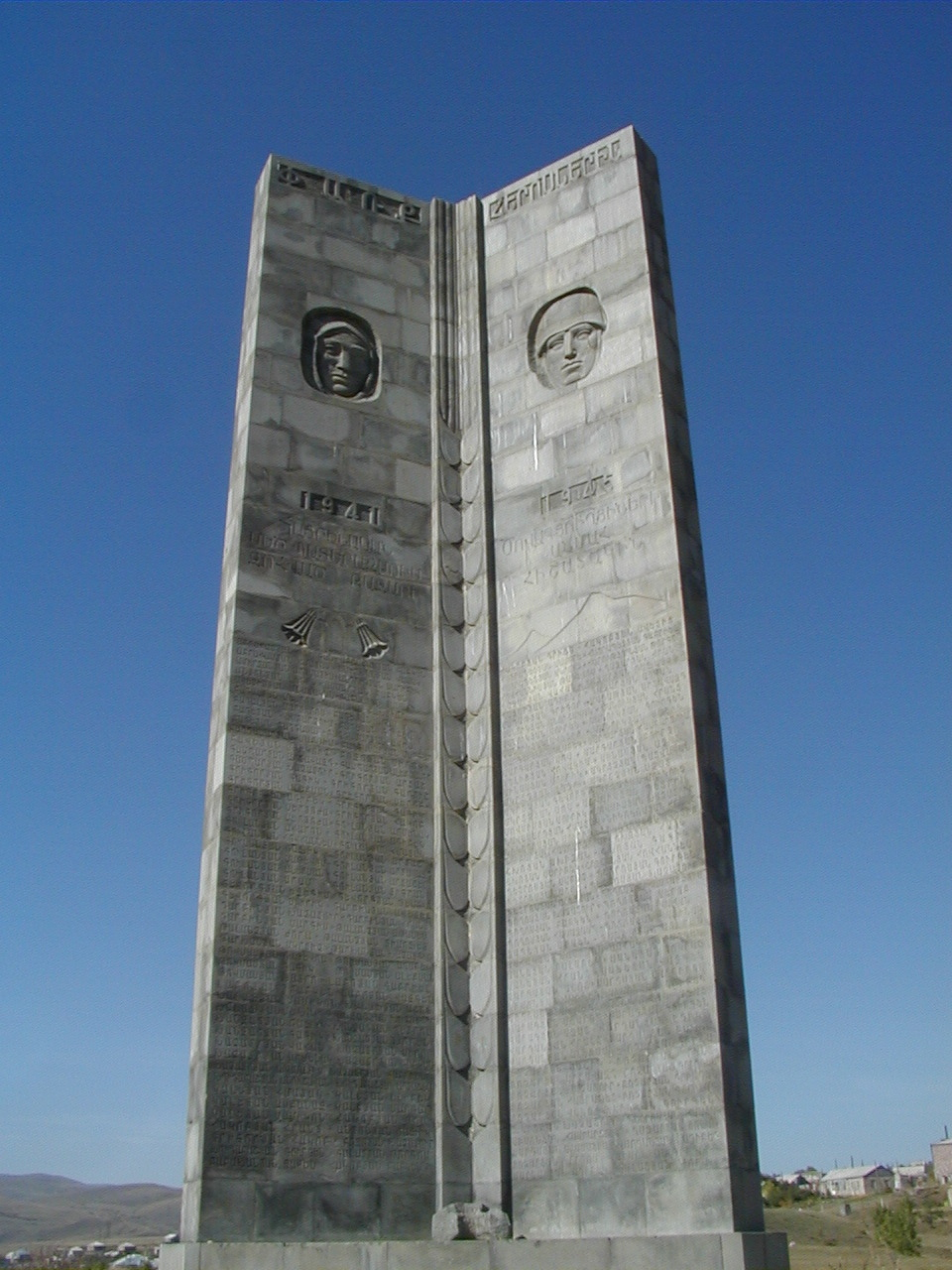
Memoriale per la seconda guerra mondiale a Tsovagyugh